# Cierpieć z miłości
Cierpieć z miłości (port. A Deusa Vencida) – telenowela z 1980 nakręcona w TV Bandeirantes. Telenowela ma 97 odcinków.
- reżyseria: Walter Avancini
- scenariusz: Ivani Ribeiro

## Obsada
W rolach głównych:
- Elaine Cristina – Cecília
- Roberto Pirillo – Fernando Albuquerque

W pozostałych rolach:
- Altair Lima – Lineu Maciel, ojciec Cecylii
- Márcia Maria – Sofia, daleka kuzynka Fernanda
- Luís Carlos Arutim – pan Amarante, przedsiębiorca
- Agnaldo Rayol – Edmundo Amarante, lekarz
- Neuci Lima – Malu, kuzynka Edmunda
- Neuza Borges – Narcisa, niańka Cecylii
- Oscar Felipe / Felipe Levy – pan Nicolas Barreto, zarządca pana Maciela
- Leonor Lambertini – pani Vina, matka Fernanda
- Paulo Ildefonso – Laércio, chrześniak pana Barreto
- Zélia Toledo – Hortência
- Ademilton José – Jacinto, pracownik Fernanda
- Ivana Bonifácio – Candinha, sierota, pokojówka w domu Fernanda
- Afonso Nigro – Tico, sierota, mieszka w domu Fernanda
- Luiz Henrique – Zuza, syn Jacinta

## Treść
Akcja serialu toczy się w Brazylii w XIX wieku. Baron Lineu Maciel przegrywa w karty całą swoją fortunę. Jego zarządca, pan Barreto, chcąc ratować rodzinę od ruiny, prosi o pomoc w spłacie długów pana Amarante, którego syn Edmundo jest zaręczony z Cecylią Maciel. Ten jednak odmawia, w dodatku daje do zrozumienia, że nie pozwoli na małżeństwo syna z dziewczyną bez majątku. W rezultacie, pan Barreto postanawia znaleźć pannie Cecylii innego kandydata na męża. Jego wybór pada na bogatego plantatora, Fernanda Albuquerque.
Starania sprytnego zarządcy odnoszą skutek – Fernando zdaje się być oczarowany piękną dziewczyną. Jednak dumna i wyniosła Cecylia nie tylko nie odwzajemnia jego uczuć, ale wręcz czuje wstręt i pogardę do mężczyzny, którego uważa za nieokrzesanego prostaka. Mimo wszystko, zgadza się za niego wyjść w zamian za spłatę długów swojego ojca. Po ślubie wyjeżdża z nim na plantację, której nienawidzi, jednocześnie źle traktując swoją nową rodzinę i pracowników.
Na plantacji znajduje się zamknięty spichlerz, do którego wstęp mają tylko Fernando i tajemnica jego zawartości zajmuje umysły bohaterów, wraz z zagadką anonimowych listów, które zaczynają do nich przychodzić, zdradzając sekrety, ale również rozsiewając kłamstwa. Prowadzi to do atmosfery niepokoju i wzajemnych podejrzeń. W spichlerzu znajduje się obraz przedstawiający Hortencję, największą miłość Fernanda. Fernando miał się ożenić z Hortencją jednak ojciec Cecilli się jej oświadczył, ale nie dotrzymał słowa. Po otwarciu spichlerza (gdy Cecillia prowokuje Fernanda że jest jego największą miłością) na plantacji pokazuje się nocą uważana za ducha kobieta. Cecillia dowodzi, że jest to Hortencja, która mieszka po drugiej stronie rzeki. Hortencja udaje opętaną (od początku nie daje w to wiary Cecillia). Cecillia zostaje zdemaskowana, chciała zemścić się na ojcu Cecilli, chcąc go zabić. Hortencja zginęła i wszyscy winią ją za pisanie tajemniczych, nienawistnych listów. Po śmierci Hortencji okazuje się (odc. 96) że listy pisała Malu nieuleczalnie chora kuzynka Edmunda żeby każdemu zadać ból.  